# Mongools-Mantsjoerisch grasland
Het Mongools-Mantsjoerisch grasland, ook wel bekend als de Mongools-Mantsjoerische steppe, is een ecoregio in Mongolië, Binnen-Mongolië (China) en het noordoosten van China. Het gebied valt onder de grotere Euraziatische steppe.

## Geografie
Het Mongools-Mantsjoerisch grasland strekt zich uit over centraal en oostelijk Mongolië tot in het oostelijke deel van Binnen-Mongolië en oostelijk en centraal Mantsjoerije, en vervolgens in zuidwestelijke richting over het Chinees laagland. In het noordoosten en noorden vormen de Selenge-Orchon en Daurische bossteppen een overgangszone tussen het grasland en de bossen van Siberië in het noorden. In het oosten en zuidoosten gaan de graslanden over in gematigde loofbossen en gemengde bossen. In het zuidwesten strekken de graslanden zich uit tot de Gele Rivier. Het gebied ligt tussen het Altajgebergte in het westen en de Grote Sjingan in het oosten.

## Klimaat
Het klimaat is gematigd, met hete zomers en koude winters. Omdat het relatief droog is, door een combinatie van gebrek aan regenval en doordat het gebied ingesloten is, kunnen hier maar weinig dieren leven.

## Flora en fauna
De dominante flora bestaat uit middelgrote tot grote graslanden, gedomineerd door vedergras, schapegras, Aneurolepidium chinense, Filifolium sibiricuman en Cleistogenes sqarrosa. De drogere gebieden rond de Gobi herbergen droogtetolerante grassen, samen met lage, doornige struiken.
De zuidwestelijke hellingen van de Grote Sjingan maken het bestaan van loofbossen mogelijk, van ofwel de Mongoolse eik, of een mengsel van populieren, Aziatische berken en wilgen.

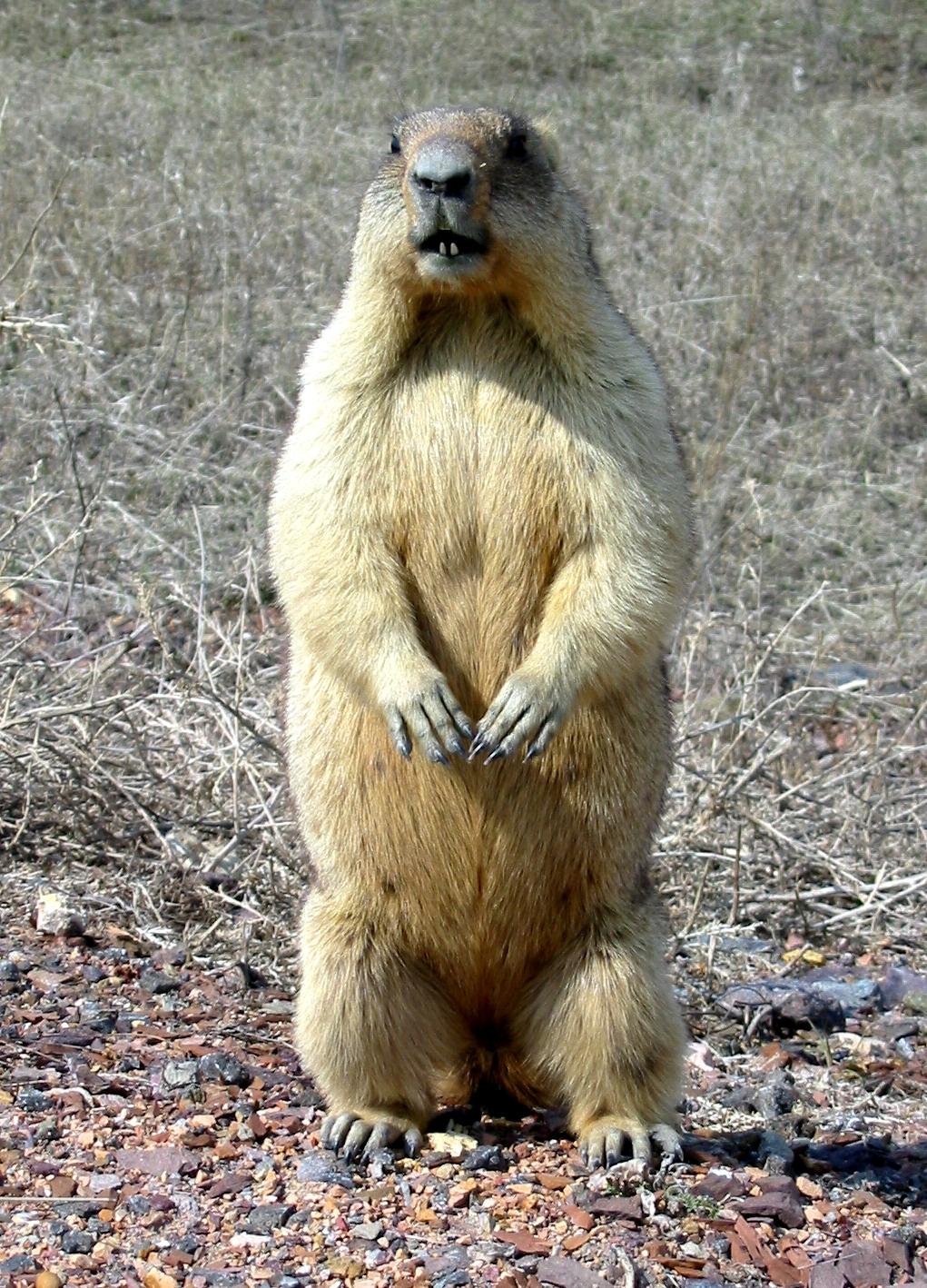
Een bobakmarmot

Hieronder volgt een lijst met diersoorten die in het gebied voorkomen:
- De bruine oorfazant is de enige endemische vogel in de ecoregio.
- De bobakmarmot, ook bekend als de steppemarmot, bewoont het gebied.
- De wolf komt hier voor.
- De Mongoolse gazelle is hier talrijk.
- Het Przewalskipaard is hier opnieuw geïntroduceerd.
- De steppevos
- Adelaars
- De Aziatische das
- De steppelemming

## Conservatie en bedreigingen
Het Mongools-Mantsjoerische grasland wordt bedreigd door menselijke expansie, hoewel het in het grootste deel van het oostelijke gebied niet zozeer door de landbouw is aangetast als het gebied in West-Azië of soortgelijke graslanden in Noord-Amerika.